# 오케하자마촌
오케하자마촌(桶狭間村)은 일본 아이치현 지타군에 설치되었던 촌이다. 현재의 나고야시 미도리구의 일부에 해당한다.